# Embalse del Corumbel Bajo
El embalse del Corumbel bajo se encuentra ubicado en el término municipal de La Palma del Condado de la provincia de Huelva, en la comunidad autónoma de Andalucía, España. Pertenece a la Confederación Hidrográfica del Guadiana y su capacidad máxima es de 19 hm³. Se terminó de construir en el año 1987 y sus aguas abastecen a las localidades de la comarca onubense del Condado de Huelva.

## Características
La presa de Corumbel fue construida en 1987 con el fin de almacenar el agua procedente del arroyo Corumbel, cerca de la confluencia con el río Tinto. El embalse ocupa una superficie cercana a las 400 hectáreas y tiene una capacidad de almacenamiento 19 hectómetros cúbicos. Las aguas que retiene son destinadas con fines de abastecimiento urbano y riego agrícola, dando servicio a varios municipios de la comarca del Condado de Huelva.